# Dobrze wiesz, że tęsknię
Dobrze wiesz, że tęsknię – singel polskiego piosenkarza Wiktora Dyduły z jego debiutanckiego albumu studyjnego, zatytułowanego Pal licho!. Singel został wydany 26 listopada 2021.
Nagranie otrzymało w Polsce status złotego singla, przekraczając liczbę 25 tysięcy sprzedanych kopii. Kompozycja znalazła się na 11. miejscu listy OLiA, najczęściej odtwarzanych utworów w polskich rozgłośniach radiowych.

## Geneza utworu i historia wydania
Utwór napisali i skomponowali Wiktor Dyduła, Dominic Buczkowski-Wojtaszek, oraz Patryk Kumór, którzy również odpowiadają za produkcję utworu.
Singel ukazał się w formacie digital download 26 listopada 2021 w Polsce za pośrednictwem wytwórni płytowej Universal Music Polska. Piosenka została umieszczona na debiutanckim albumie studyjnym Wiktora Dyduły – Pal licho!.

## „Dobrze wiesz, że tęsknię” w stacjach radiowych
Nagranie było notowane na 11. miejscu w zestawieniu OLiA, najczęściej odtwarzanych utworów w polskich rozgłośniach radiowych.

## Lista utworów
- Digital download[5]

1. „Dobrze wiesz, że tęsknię” – 2:22

## Notowania

### Pozycje na listach airplay
| Kraj   | Lista                          | Najwyższa pozycja |
| ------ | ------------------------------ | ----------------- |
| Polska | OLiS – oficjalna lista airplay | 17                |

## Certyfikaty
| Kraj          | Certyfikat  | Sprzedaż |
| ------------- | ----------- | -------- |
| Polska (ZPAV) | złota płyta | 25 000+  |

## Wyróżnienia
| Rok  | Konkurs                  | Kategoria    | Rezultat    |
| ---- | ------------------------ | ------------ | ----------- |
| 2022 | Przebój roku RMF FM 2022 | Przebój roku | 76. miejsce |